# Barão de Oleiros
Barão de Oleiros é um título nobiliárquico criado por D. Maria II de Portugal, por Decreto de 16 de Janeiro de 1837, em favor de Francisco de Albuquerque Pinto Castro e Nápoles, depois 1.º Visconde de Oleiros.
Titulares
1. Francisco de Albuquerque Pinto Castro e Nápoles, 1.º Barão e 1.º Visconde de Oleiros.